# Niccolò Coscia
Nicolò Paolo Andrea Coscia (Pietradefusi, 25 de gener de 1682 – Nàpols, 8 de febrer de 1755) va ser cardenal i arquebisbe catòlic italià.

## Biografia
Fill de Vincenzo i Girolama Gemma o de Gemmis, va ser batejat amb els noms de Nicola, Paolo i Andrea. Es va posar en dubte si el seu pare Vincenzo tenia orígens nobles, però és molt probable que pertanyés a una branca en descomposició de la noble família napolitana dels Coscia o Cossa, ja que podia casar-se amb Girolama, que era filla del noble Pellegrino de Gemmis, doctor en dret i petit feudatari de S. Nicola de Calciidis als Abruzzo.
De jove va ser posat sota la protecció de l'arquebisbe de Benevent, el cardenal Vincenzo Maria Orsini i enviat a la vida eclesiàstica. Aviat va entrar en favor del cardenal i va progressar en una carrera ràpida, afavorida també per l'elevació de l'Orsini al tron papal sota el nom de Benet XIII. Va ser mansionario de la seu metropolitana de Benevent des del 25 d'agost de 1701 al 20 d' octubre de 1703. Ordenat sacerdot el 28 de març de 1705, fou canonge de la basílica de Sant Bartomeu i arxipreste de l'església metropolitana de Benevent. Del 1708 fins al 1716 ocupà els càrrecs de canceller de la cúria arquebispal, mestre de càmera, superintendent de la Fàbrica i secretari dels Orsini. El 1715 esdevingué doctor in utroque iure a la Universitat Sapienza de Roma.
Quan el 1724 el cardenal Orsini va ser triat papa amb el nom de Benet XIII, el va seguir a Roma. Poc després va ser nomenat arquebisbe de Traianopoli di Rodope. Va ser creat cardenal prevere amb el títol Santa Maria in Domnica en el consistori de l'11 de juny de 1725, malgrat l'oposició d'una gran part del Col·legi de Cardenals. Es va convertir en membre de diverses congregacions i va ser nomenat arquebisbe coadjutor de Benevent pel pontífex amb el dret de successió a l'arquebisbat. Va ser el protector dels cavallers gerolosomitanos de Malta i de l'orde dels frares menors conventuals.
Va explotar hàbilment el poder adquirit a l'ombra del Papa Orsini, del qual gaudia de l'afecte i de la confiança cega, per acumular enormes riqueses, que en gran part van beneficiar a la seva família, que va adquirir set feus al Regne de Nàpols. Gràcies a ell, el seu germà Baldassarre va rebre el títol de duc de Paduli per Carles VI, mentre que el seu germà Filippo va ser nomenat bisbe titular de Targa i vicari de l'arxidiòcesi de Benevent.
En 1730, a la mort del papa Benet XIII, va fugir de Roma refugiant-se a Cisterna al Palazzo dei Caetani. La poderosa família patrícia li va permetre participar en el conclave (5 de març al 12 de juliol de 1730), on va ser triat el papa Climent XII. Aquest últim aviat va iniciar un judici secret realitzat per la Congregació "De nonnullis" contra Coscia i altres benevents que, juntament amb ell, havien dominat la Cúria pontifícia. Se li va acusar de vendre béns i beneficis i contribuir a empobrir la tresoreria. Els errors polítics també es van atribuir a Coscia en els danys als drets de l'Església que, entre altres coses, van afavorir els Savoies.
Sota la declaració de la Congregació, el 8 de gener de 1731 va renunciar a l'arquebisbat de Benevento (per a aquesta decisió, els cònsols i el capítol metropolità de Benevent van agrair-ho al pontífex). Aviat Coscia, en contravenció de les ordres del Papa, es va refugiar a Nàpols, on va poder gaudir de la protecció del virrei. En tornar a Roma, va ser posat sota arrest domiciliari. Per una sentència pronunciada el 9 de maig de 1733, va ser trobat culpable de diversos episodis d'extorsió, falsificació de escrits i violació de la confiança papal i condemnat a deu anys d'empresonament, a l'excomunió, a la restitució de les quantitats retirades erròniament i altres
Reclús al castell de Sant'Angelo, va sortir només per curts períodes de tractament. El 23 de febrer de 1734, el Papa el va aixecar-li l'excomunió i va retornar-li el seu títol cardenalici, reintegrant-lo plenament a l'Església. Niccolò Coscia va ser l'últim cardenal a ser excomunicat.
A la mort del papa Climent XII va participar en el conclave on es va triar el papa Benet XIV. Aquest últim, el 1741, el va alliberar de la presó, permetent-li traslladar-se a Nàpols. El 1742 el papa li va condonar la pena restant, després de renunciar a qualsevol reclamació.
Retirat a la vida privada, va passar els darrers anys de la seva vida a Nàpols, on va morir el 8 de febrer de 1755. Va ser enterrat a l'església del Gesù Nuovo .